# Hoşyar Kadin
Hacıye Hoşyar Kadın (turco ottomano: ہوشیار قادین, lett. "piacevole amante"; ... – La Mecca, 1859) è stata una consorte del sultano ottomano Mahmud II.

## Origini
Di origini sconosciute, venne educata nella casa di Beyhan Sultan, figlia del sultano ottomano Mustafa III e cugina di Mahmud II, indicata come la sua "madre spirituale". Era descritta come alta, bionda ed estremamente pallida.

## Consorte imperiale
Nel 1811, mentre era ospite a un banchetto a casa di Beyhan, Mahmud II notò Hoşyar e la chiese per il suo harem, richiesta a cui la cugina acconsentì. Alcuni giorni dopo Hoşyar entrò a palazzo con una magnifica cerimonia, accompagnata da una processione di doni preziosi che Beyhan le aveva dato come dote. Per dieci giorni, il sultano si dedicò solo a lei, ma in seguito l'infatuazione passò e Hoşyar venne chiamata solo occasionalmente.
Diede a Mahmud II due figlie, una nata circa nove mesi dopo il suo arrivo nell'harem e una dopo tre anni, che morì infante.
In questi anni, salì dal grado iniziale di "Quarta Kadın" (consorte) fino a quello di "Seconda Kadın".
Nel 1835 Hoşyar si occupò di trovare marito alla sua figlia sopravvissuta, Mihrimah Sultan. Decise che avrebbe dovuto avere più libertà di scelta di quella concessa di norma alle principesse, così le mostrò i ritratti di diversi giovani candidati ritenuti adatti, permettendole di scegliere. Mihrimah scelse Said Paşah e, in seguito, cercò con successo l'aiuto della madre quando suo marito rischiò l'esilio. Mihrimah morì però nel 1838 insieme al suo unico figlio, nato morto, portandosi via l'ultimo conforto di Hoşyar, secondo le sue stesse parole.
Nel 1839 morì anche Mahmud e gli successe il figlio che aveva avuto dalla consorte Bezmiâlem Kadın, Abdülmecid I, e, dopo questi, il figlio che aveva avuto da Pertevniyal Kadin, Abdülaziz I.

## Ultimi anni
Dopo essere rimasta vedova, lasciò il palazzo imperiale (Palazzo Beşiktaş) per il suo palazzo a Tarlabaşı , di fronte al Palazzo Dolmabahçe. Qui ricevette Melek Hanim, moglie del Gran Visir Kıbrıslı Mehmed Emin Pasha. Sapendo che Melek era stata in Europa, Hoşyar le chiese di descriverle gli usi e i costumi di quelle terre, facendo domande su ogni cosa, dalle città ai teatri all'illuminazione a gas.
Melek la descrisse come dotata di uno spirito vivace e di un grado di intelligenza raro "in una donna turca", ma anche profondamente annoiata dalla monotonia della sua vita e piegata dal dolore per la perdita della figlia e del nipote. Infatti, Hoşyar era invisa a Bezmiâlem Sultan, madre e Valide Sultan del nuovo sultano Abdülmecid, e le impediva la maggior parte delle visite: era permesso a suo genero visitarla solo una volta al mese, e a nessuno era permesso parlarle delle figlie.

## Beneficenza
Nel 1840 commissionò una fontana a Elhac, Kasımpaşa e nel 1844 una scuola e una moschea a Burgaz.

## Morte
Intorno al 1859 Hoşyar ottenne il permesso di recarsi in pellegrinaggio a La Mecca, da cui "Hacıye" prima del suo nome. Morì lì nello stesso anno e venne sepolta in un luogo sconosciuto.

## Discendenza
Da Mahmud II, Hoşyar ebbe due figlie:
- Mihrimah Sultan (10 giugno 1812 - 3 luglio 1838). Si sposò una volta ed ebbe un figlio.
- Zeynep Sultan (18 aprile 1815 - febbraio 1816). Sepolta nella moschea di Nurosmaniye.

## Cultura popolare
- Nella serie TV storica turca del 2018, Kalbimin Sultanı, Hoşyar Kadın è interpretata dall'attrice turca Beste Kökdemir.